# کانورس (لوئیزیانا)
کانورس (به انگلیسی: Converse) شهری در ایالت لوئیزیانا کشور ایالات متحده آمریکا است که جمعیت آن در سرشماری سال ۲۰۱۰ میلادی، ۴۴۰ نفر بوده‌است.